# Скок във вода
Скокът във вода представлява спорт, при който спортистът скача или пада във вода от платформа или трамплин за скачане. Скокът във вода е международно признат спорт и един от спортовете на Олимпийските игри.
Спортистите скачат от различна височина, като на по-ниските височини се използва трамплин за отскок, а на големите височини се скача от плоска платформа. Състезателите изпълняват различни акробатични елементи във въздуха (салта, преобръщания и други. След края на всеки скок съдиите дават своята оценка като освен акробатиката се наблюдава и дали гмуркането е било правилно.
Съществува и синхронен скок във вода, който се изпълнява от двама души. При тях съдиите оценяват и синхрона между двамата.
Скоковете във вода е много интересен и популярен спорт.
Скокове са се практикували още в древността, но без състезателен характер. Спортът става олимпийски на олимпийските игри през 1904 в Сейнт Луис.

## В България
За рождена дата на спорта се приема 29 септември 1931, когато са проведени първите балкански игри. Шампион на кула и трамплин става българинът Георги Гайдарджиев.